# Чорна металургія Азербайджану
Чорна металургія Азербайджану (азерб. Azərbaycan qara metallurgiya) — одна з галузей обробної промисловості Азербайджану. За даними 2019 року в Азербайджані виплавка сталі провадиться лише у електродугових печах і становить 200 тис. т на рік.:3 Частина металопрокату (33 тис. т, 2019 рік:4) йде на експорт, в той же час імпорт заготівки й готового прокату становить 677 тис. т на рік (2019).:12

## Історія
За СРСР підприємства металургійної промисловості, розташовані у Сумгаїті і Баку, випускали сталь і прокат, у Сумгаїті випускалися також сталеві труби.
Після того, як у 1970 році став до ладу Бакинський сталеливарний завод, виробництво сталевого лиття було сконцентроване на 3 заводах — Бакинському сталеливарному (54,5 %), ім. лейтенанта Шмідта (38,2 %) і КМЗ (7,3 %).
У 2001 році у Баку став до ладу металургійний завод «Baku Steel Company» потужністю 1 млн т сталі на рік.
Протягом 2010-х років робилися спроби будівництва нових металургійних заводів. У 2011 році мало розпочатись будівництво металургійного заводу потужністю 750 тис. т. прокату на рік у Баку у порту Говсан, на якому мало бути застосовано технологію безпосереднього одержання заліза. Було підписано контракт з компанією Siemens VAI на 100 млн доларів. У 2017 році планувалося будівництво мінізаводу потужністю 500—700 тис. т у місті Сумгаїті за участі італійської компанії Danieli. У 2008—2011 роках планувалося будівництво Гяндзького металургійного комбінату потужністю 1 млн т на рік у місті Гянджа за участі турецької компанії Econ A. S. У 2018 році було підписано договір з китайською компанією CAMC Engineering на будівництво Азербайджанського металургійного комбінату у місті Гянджа на суму 1,17 млрд доларів. Продуктивність заводу планувалася 1,25 млн т, з яких 700 тис. т мало припадати на листопрокат.
Протягом 2016—2018 років у місті Сумгаїт побудований завод «Бакинські кольорові метали і феросплави».

## Загальний опис
У чорну металургію Азербайджану входять виплавка сталі, видобуток і очищення залізної руди. Великими центрами металургії є міста Баку, Сумгаїт і Дашкесан. Чорна металургія представлена у Азербайджані кількома підприємствами. У місті Баку розташований металургійний завод «Baku Steel Company». В Сумгаїті розташований Азербайджанський трубопрокатний завод.
Гірничодобувні підприємства чорної металургії Азербайджану представлені Азербайджанським гірничо-збагачувальним комбінатом і Даш-Салахлинським бентонітовим кар'єром, що мають у своєму розпоряджені великі сировинні бази.
У Азербайджані немає доменного виробництва і немає заводів з повним виробничим циклом. Вся сталь виплавляється з металобрухту у електропечах. В країні робилися спроби будівництва металургійних підприємств, на яких має бути застосована технологія безпосереднього одержання заліза, що могло би створити підприємства з повним металургійним циклом, що працювали би з використанням місцевої залізної руди.

## Статистичні дані
| Рік                               | Рік            | 1940  | 1950  | 1967  | 1970  | 1975  | 1980  | 1985  | 1988  | 2010  | 2015  | 2017 | 2018 | 2019 |
| --------------------------------- | -------------- | ----- | ----- | ----- | ----- | ----- | ----- | ----- | ----- | ----- | ----- | ---- | ---- | ---- |
| Сталь                             |                |       |       |       |       |       |       |       |       |       |       |      |      |      |
| загалом                           | 23,7           | 44,1  | 831,4 | 732,6 | 825   | 816   | 853,3 | 840,1 | 120   | 180   | 180   | 200  | 200  |      |
| мартенівська                      | н. д.          | н. д. | н. д. | н. д. | н. д. | 739   | 773,6 | 780,4 | н. д. | н. д. | н. д. | —    | —    |      |
| електросталь                      | н. д.          | н. д. | н. д. | н. д. | н. д. | 77    | 79,7  | 59,7  | н. д. | н. д. | н. д. | 200  | 200  |      |
| Готовий прокат                    | Готовий прокат | 8,5   | 12,7  | 665,6 | 585   | 670,2 | 658,4 | 699   | 697,2 |       |       |      |      |      |
| Примітки. 1. н. д. — немає даних. |                |       |       |       |       |       |       |       |       |       |       |      |      |      |

## Сировинна база
В Азербайджані розташоване велике Дашкесанське залізорудне родовище, пов'язане з інтрузіями піздньоюрських гранітоїдів. На базі родовища у місті Дашкесан з 1954 року працює Азербайджанський гірничо-збагачувальний комбінат. В минулому вироблений на ньому концентрат використовувався на Руставському металургійному комбінаті в Грузії, що не працює з 1999 року. За даними 1977 року, запасів багатих легкозбагачувальних магнетитових руд Дашкесанського, Південно-Дашкесанського і Даміровського родовищ мали забеспечити потреби Руставського металургійного заводу за досягнутої на той момент його потужності мінімум на 100 років.
| Рік          | 1967 | 1970 | 1980 | 1985 | 1987 | 1988 |
| ------------ | ---- | ---- | ---- | ---- | ---- | ---- |
| Залізна руда | 1431 | 1413 | 1100 | 709  | 772  | 726  |

## Металургійні підприємства

### Азербайджанський трубопрокатний завод
40°35′06.0″ пн. ш. 49°38′29.9″ сх. д. / 40.585000° пн. ш. 49.641639° сх. д.
Азербайджанський трубопрокатний завод, або за сучасною назвою — «Azerboru», або «AzerPipe» — розташований у місті Сумгаїт. Це первісток азербайджанської чорної металургії. Будівництво заводу було розпочато 1947 року, завод став до ладу наприкінці 1952 року. З 1953 року сталь на заводі виплавлялася у мартенівських печах. Після реконструкції сталь виплавляється у електродугових печах. Завод випускає трубопрокат переважно для нафтової і газової промисловості. Продукція заводу споживається як всередині країни, так і йде на експорт.

### Бакинський сталеливарний завод
40°27′38.0″ пн. ш. 49°50′22.3″ сх. д. / 40.460556° пн. ш. 49.839528° сх. д.
Бакинський сталеливарний завод (азерб. Baki Polad Tokme ASC) розташований у Баку, в селищі Бінагаді. Був побудований у 1966—1970 роках з метою збільшення потужностей з виробництва сталевого лиття. Спочатку будувався як цех машинобудівного заводу, під час будівництва було прийнято рішення перетворити його на окреме підприємство і проектування заводу передати київському інституту «Гіпрохіммаш». Це невеличкий завод, що виробляє чавунне й сталеве лиття переважно для машинобудівних заводів країни. Він був одним з заводів Азербайджану, що були створені з метою виробництва нафтопромислового обладнання і постачання його до всіх нафтобудівних районів колишнього СРСР. Завод працює у кооперації з машинобудівними заводами. До приватизації належав державній компанії «Азнафтохіммаш».

### Baku Steel Company
40°25′55.2″ пн. ш. 49°53′01.6″ сх. д. / 40.432000° пн. ш. 49.883778° сх. д.
Завод «Baku Steel Company», розташований у місті Баку, став до ладу 2001 року. Він є найбільшим підприємством галузі в Азербайджані і в цілому на Кавказі. На заводі сталь виплавляється у електропечах, потім розливається на установці безперервного лиття заготівок. Потужність заводу становить 1 млн т заготівок і готового прокату на рік.

### Бакинські кольорові метали і феросплави
40°35′57.4″ пн. ш. 49°37′29.5″ сх. д. / 40.599278° пн. ш. 49.624861° сх. д.
Завод «Бакинські кольорові метали і феросплави» у місті Сумгаїт побудований протягом 2016—2018 років, він розташований на території Сумгаїтського хімічно-промислового парку. Займає територію 5 га. На заводі виробляють феросиліцій, феросилікомарганець, феромарганець, планується виробництво ферохрому.

## Металургійні компанії
Основною металургійною компанією країни є ТОВ «Baku Steel Company», яка заснована у 2001 році і володіє металургійним заводом «Baku Steel Company», контролює 2 заводи з виробництва будівельної арматури у селищі Дарнагюль, завод з виробництва металопрокату у селищі Бінагаді міста Баку, трубопрокатний завод ВАТ «Azerboru», ВАТ «Вторчермет» і «Baku Oxigen Company». Компанії також належить завод у казахському місті Актау.

## Виноски
1. 1 2 3 4 5 6 7 8  Steel Statistical Yearbook 2020 concise version. www.worldsteel.org. World Steel Association. 2020. Процитовано 4 лютого 2021. (англ.)
2. 1 2 3 4 5 6  Азербайджан. // Большая советская энциклопедия : в 30 т. / главн. ред. А. М. Прохоров. — 3-е изд. — М. : «Советская энциклопедия», 1969—1978. (рос.)
3. 1 2  А. Б. Асадуллаев. Развитие и специализация заводов нефтяного машиностроения Азербайджана. — Б.: Азербайджанское государственное издательство. — 1975. — 203 с. — С. 198—199. (рос.)
4. 1 2 3  Baku Steel Company дал старт строительству нового металлургического завода. minval.az. Minval.az. 2013. Процитовано 4 лютого 2021. (рос.)
5. ↑  В Азербайджане будет построен новый металлургический завод. www.trend.az. Trend. 21.8.2013. Процитовано 4 лютого 2021. (рос.)
6. ↑  В Азербайджане могут построить новый мини-милл. uaprom.info. 21.12.2016. Процитовано 4 лютого 2021. (рос.)
7. ↑  Richard M. Levine. The Mineral Industry of Azerbaijan. // Minerals Yearbook. The Bureau, 2011. P. 5.1. ISBN 978 1 4 113 2977 5 (англ.)
8. ↑  Azerbaijan and China begin expanding their cooperation. caucasuswatch.de. 26.7.2019. Процитовано 21 лютого 2021. (рос.)
9. ↑  Ganja steel factory to be built with China’s help. www.azernews.az. AzerNews. 7.12.2018. Процитовано 21 лютого 2021. (англ.)
10. ↑  Э. Мамедов (1.7.2016). Металлургия в полном цикле. regionplus.az. ООО «Region Plus». Процитовано 21 лютого 2021. (англ.)
11. 1 2  Азербайджанська Радянська Соціалістична Республіка. // Українська радянська енциклопедія : у 12 т. / гол. ред. М. П. Бажан ; редкол.: О. К. Антонов та ін. — 2-ге вид. — К. : Головна редакція УРЕ, 1974–1985.
12. 1 2 3 4 5 6 7 8  Народное хозяйство Азербайджанской ССР в 1988 г. Статистический ежегодник. — Б.: Азернешр, 1990. — 424 с. — С. 253—254. (рос.)
13. ↑  Разведка и охрана недр. № 7, 1977. — С. 3. (рос.)
14. ↑  Азербайджанский трубопрокатный завод. // Большая советская энциклопедия : в 30 т. / главн. ред. А. М. Прохоров. — 3-е изд. — М. : «Советская энциклопедия», 1969—1978. (рос.)
15. ↑  About us. www.azerpipe.com. AzerPipe JSC. Архів оригіналу за 2 квітня 2004. Процитовано 21 лютого 2021. [Архівовано 2 квітня 2004 у Wayback Machine.] (англ.)
16. ↑  Литературный Азербайджан. № 1, 1979. — С. 126. (рос.)
17. ↑  Baku Steel Company призначила нового директора замість заарештованого напередодні Мамедова. metallurgprom.org металургпром. 9.2.2021. Процитовано 4 лютого 2021. (англ.)
18. ↑  Industry. www.bakusteel.com. Baku Steel Company. Процитовано 21 лютого 2021. (англ.)
19. ↑  Наша компания. bnffc.com. Baku Non Ferrous and Foundry Company. Архів оригіналу за 25 лютого 2020. Процитовано 21 лютого 2021. [Архівовано 25 лютого 2020 у Wayback Machine.] (англ.)